# Kanton Thénac
Der Kanton Thénac ist ein französischer Kanton im Département Charente-Maritime und in der Region Nouvelle-Aquitaine. Er umfasst 25 Gemeinden im Arrondissement Saintes. Bei der landesweiten Neuordnung der französischen Kantone wurde er 2015 neu geschaffen.

## Gemeinden
Der Kanton besteht aus 25 Gemeinden mit insgesamt 20.974 Einwohnern (Stand: 1. Januar 2022) auf einer Gesamtfläche von 326,55 km²:
| Gemeinde                 | Einwohner 1. Januar 2022 | Fläche km² | Dichte Einw./km² | Code INSEE | Postleitzahl | Arrondissement |
| ------------------------ | ------------------------ | ---------- | ---------------- | ---------- | ------------ | -------------- |
| Berneuil                 | 1.163                    | 25,45      | 46               | 17044      | 17460        | Saintes        |
| Brives-sur-Charente      | 219                      | 5,94       | 37               | 17069      | 17800        | Jonzac         |
| Chermignac               | 1.274                    | 13,43      | 95               | 17102      | 17460        | Saintes        |
| Colombiers               | 301                      | 7,14       | 42               | 17115      | 17460        | Saintes        |
| Corme-Royal              | 1.969                    | 27,18      | 72               | 17120      | 17600        | Saintes        |
| Coulonges                | 227                      | 9,16       | 25               | 17122      | 17800        | Jonzac         |
| Courcoury                | 717                      | 12,66      | 57               | 17128      | 17100        | Saintes        |
| La Clisse                | 744                      | 5,18       | 144              | 17112      | 17600        | Saintes        |
| La Jard                  | 427                      | 8,48       | 50               | 17191      | 17460        | Saintes        |
| Les Gonds                | 1.759                    | 12,96      | 136              | 17179      | 17100        | Saintes        |
| Luchat                   | 513                      | 4,67       | 110              | 17214      | 17600        | Saintes        |
| Montils                  | 871                      | 23,64      | 37               | 17242      | 17800        | Saintes        |
| Pérignac                 | 959                      | 27,56      | 35               | 17273      | 17800        | Jonzac         |
| Pessines                 | 799                      | 9,05       | 88               | 17275      | 17810        | Saintes        |
| Pisany                   | 775                      | 6,59       | 118              | 17278      | 17600        | Saintes        |
| Préguillac               | 438                      | 6,60       | 66               | 17289      | 17460        | Saintes        |
| Rétaud                   | 1.057                    | 19,92      | 53               | 17296      | 17460        | Saintes        |
| Rioux                    | 977                      | 18,98      | 51               | 17298      | 17460        | Saintes        |
| Rouffiac                 | 503                      | 5,85       | 86               | 17304      | 17800        | Saintes        |
| Saint-Sever-de-Saintonge | 648                      | 8,13       | 80               | 17400      | 17800        | Saintes        |
| Salignac-sur-Charente    | 609                      | 10,22      | 60               | 17418      | 17800        | Jonzac         |
| Tesson                   | 1.144                    | 12,13      | 94               | 17441      | 17460        | Saintes        |
| Thénac                   | 1.702                    | 19,17      | 89               | 17444      | 17460        | Saintes        |
| Thézac                   | 332                      | 12,42      | 27               | 17445      | 17600        | Saintes        |
| Varzay                   | 847                      | 14,04      | 60               | 17460      | 17460        | Saintes        |
| Kanton Thénac            | 20.974                   | 326,55     | 64               | 1724       | –            | –              |

## Politik
| Vertreter im Departementrat | Vertreter im Departementrat     | Vertreter im Departementrat |
| Amtszeit                    | Namen                           | Partei                      |
| --------------------------- | ------------------------------- | --------------------------- |
| 2015–                       | Alexandre Grenot Sylvie Mercier | UD                          |